# Institucions de la Unió Europea
Les Institucions de la Unió Europea (UE) són els organismes polítics i institucions en els quals els estats membres deleguen part dels seus poders i sobirania. Amb això es busca que determinades decisions i actuacions institucionals provinguin d'òrgans de caràcter supranacional, la voluntat del qual s'aplica en el conjunt d'estats membre, desapoderant així als òrgans propis de cada país.
Com qualsevol Estat la UE disposa d'un parlament, un poder executiu i independent, que estan protegits i complementats per altres institucions.
Els tractats de la Unió Europea són els que creen les institucions i en elles es basen totes les activitats de la UE. Actualment els tractats que defineixen l'estructura institucional són el Tractat de Roma, pel qual es va crear la Comunitat Econòmica Europea (CEE) l'any 1958, i el Tractat de Maastricht de l'any 1992.

## Institucions
En la presa de decisions dins de la Unió Europea (UE) hi intervenen principalment quatre institucions:
- Parlament Europeu (PE), escollit de forma democràtica pels ciutadans de la Unió, és l'assemblea parlamentària i únic parlament plurinacional escollit per sufragi universal directe al món. Encara que intenta aparentar ser un valuós i democràtic òrgan de la UE en realitat només és consultiu.

- Consell de la Unió Europea (CUE), abans anomenat Consell de Ministres, és el principal òrgan legislatiu i de presa de decisions en el si de la UE. Representa als Governs dels Estats membres.

- Comissió Europea (CE), institució políticament independent que representa i defensa els interessos de la Unió en el seu conjunt, proposa la legislació, polítiques i programes d'acció i és responsable d'aplicar les decisions del Parlament i el Consell de la Unió. En principi la Comissió proposa les noves lleis de la Unió però són el Parlament i el Consell els quals les adopten.

- Consell Europeu (no confondre amb el Consell de la Unió Europea), format pels Caps d'Estat o de Govern dels Estats membres.

Altres institucions:
- Tribunal de Justícia de la Unió Europea (TJUE), garanteix el compliment de les lleis de la Unió, i a ell estan supeditats els poders judicials dels Estats membres.

- Tribunal de Comptes Europeu (TCE), efectua el control de la legalitat i la regularitat de la gestió del pressupost de la UE.

Les normes i procediments que les institucions han de seguir s'estableixen en els tractats, negociats pels representants en el Consell i ratificats pels parlaments de cada estat.

## Òrgans
Els òrgans s'ocupen d'àmbits especialitzats.
- Defensor del Poble Europeu, defensa als ciutadans i empreses de la UE en relació al mal funcionament de les institucions o dels organismes comunitaris.

- Supervisor Europeu de Protecció de Dades (SEPD), garanteix que les institucions i organismes de la UE respectin el dret de les persones a la intimitat en el tractament de les seves dades personals.

### Òrgans financers
- Banc Central Europeu (BCE), és responsable de la política monetària europea. És el banc central de la moneda única europea, l'euro (€).

- Banc Europeu d'Inversions (BEI), té per missió contribuir al desenvolupament equilibrat del territori comunitari a través de la integració econòmica i la cohesió social.

- Fons Europeu d'Inversions (FEI), facilita garanties i fons de capital de risc com ajuda a les petites i mitjanes empreses (Pime).

### Òrgans consultius
- Comitè Econòmic i Social Europeu (CESE), representa els interessos dels diferents grups econòmics i socials d'Europa.

- Comitè de les Regions (CDR), representa a les autoritats regionals i locals.

### Òrgans interinstitucionals
- Oficina de Publicacions Oficials de les Comunitats Europees (DOUE), publica, imprimeix i distribuïx informació sobre la UE i les seves activitats.

- Oficina Europea de Selecció de Personal (OESP), contracta al personal de les institucions de la UE i altres organismes.

### Òrgans descentralitzats

#### Agències
Existeixen 23 agències comunitàries encarregades de tasques específiques de tipus tècnic, científic o de gestió dintre de l'àmbit comunitari.
Aquestes agències no estaven previstes en els tractats europeus: cadascuna s'ha creat mitjançant un acte legislatiu i no totes posseïxen el terme "agència" en el seu títol oficial, rebent indistintament el nom d'autoritat, centre, institut, oficina o fundació.

#### Política Exterior i de Seguretat Comuna
- Agència Europea de Defensa
- Institut d'Estudis de Seguretat de la Unió Europea, Contribueix a crear una cultura europea comuna de seguretat i promou el debat estratègic.
- Centre de Satèl·lits de la Unió Europea

#### Cooperació Policíaca i Judicial
Són organismes creats per a ajudar els Estats membres a cooperar en la lluita contra el crim internacional organitzat. Aquestes agències desenvolupen tasques en el context del diàleg, l'assistència i la cooperació entre policies, duanes, serveis d'immigració i ministeris de justícia dels Estats membres.
- Europol, s'encarrega de facilitar les operacions de lluita contra la criminalitat en el si de la Unió.
- Eurojust, estableix el reforç de la cooperació judicial entre els Estats membres.
- Escola Europea de Policia, fomenta la cooperació transfonterera en la lluita contra la delinqüència, el manteniment de la seguretat pública i la llei i l'ordre.